# Agatho
Svatý Agatho (asi 577?, Sicílie – 10. ledna 681 Řím) byl papežem od 27. června 678 až do své smrti.

## Život
V době zvolení mu bylo kolem jednoho sta let. Byl tedy nejstarším papežem, který vykonával svou funkci.
Přes pokročilý věk projevoval značnou aktivitu. Roku 680 svolal synodu biskupů do Říma a poslal své legáty na Třetí konstantinopolský koncil, na kterém byl odsouzen monotheletismus.